# Seitenwechsel (2016)
Seitenwechsel ist ein deutscher Film der Regisseurin Vivian Naefe aus dem Jahr 2016.

## Handlung
Nach 16 Jahren Ehe kriselt es zwischen der Psychologin Teresa und dem Fußballtrainer Alex. Nach einem Streit finden sie sich am nächsten Morgen im Körper des anderen wieder. Alex muss als Frau mit den Patienten arbeiten, und Teresa das Fußballteam (1. FC Union Berlin) vor dem Abstieg bewahren.
Der Film ist ein Remake der brasilianischen Komödie Se Eu Fosse Você aus dem Jahr 2006.

## Produktion
Der Film kam am 2. Juni 2016 in die deutschen Kinos und wird vom Unternehmen Warner Bros. Entertainment vertrieben.
SAT.1 unterstützte den Film als Ko-Produzent.

## Rezeption
Der Filmdienst schreibt „Die glänzend besetzte und gespielte Komödie unterhält in den gängigen Fahrwassern des ‚Bodyswitch‘-Subgenres, ohne dem Stoff neue oder originelle Nuancen abzugewinnen.“
Filmstarts schreibt als Fazit „Etwas schematische, aber unterhaltsame Körpertausch-Komödie mit überzeugenden Hauptdarstellern.“

## Auszeichnungen
- Jupiter (2017): Beste deutsche Darstellerin für Mina Tander